# Zebeeba falsalis
Zebeeba falsalis är en fjärilsart som beskrevs av Herrich-Schäffer 1839. Zebeeba falsalis ingår i släktet Zebeeba och familjen nattflyn. Inga underarter finns listade i Catalogue of Life.